# 世界に一つだけの花
「世界に一つだけの花」（せかいにひとつだけのはな）は、日本の男性アイドルグループSMAPの楽曲。作詞作曲は槇原敬之が手がけた。2002年7月24日にビクターエンタテインメントより発売された14枚目のアルバム『SMAP 015/Drink! Smap!』に収録されたのち、2003年3月5日に35枚目のシングルとして発売された。
2003年に発売されたシングルは、オリコン週間シングルランキングで第1位を獲得。2016年1月にSMAP解散騒動が報じられて以降、再び売上を伸ばして2016年2月1日付の同ランキングで12年ぶりに週間TOP10入りし、平成に発売された作品では初となるトリプルミリオンを達成した。

## 制作・リリースの経緯
最初にリリースされた音源は、2002年7月24日に発売されたアルバム『SMAP 015/Drink! Smap!』に収録されたものである。作詞・作曲した槇原敬之によると、依頼を受けて最初に提出した作品「Wow」をボツにされ、締め切りが迫る中で書き上げたという。
アルバム発売当時から各メンバーは本曲が同アルバム中で一番好きな曲だとコメントしていた。その後2002年9月16日放送分の関西テレビ・フジテレビ系列『SMAP×SMAP特別編』内のコーナー「同学年」で、木村拓哉が挿入歌として本曲を歌い話題を呼んだ。
本曲が世間一般に知れ渡ったのは、アルバムリリース翌年の2003年1月〜3月にかけて放送された草彅剛主演の関西テレビ・共同テレビ制作、フジテレビ系ドラマ『僕の生きる道』の主題歌となったことによる。ドラマ放送開始直後からシングルカットの要望が多数寄せられたため、メンバーの歌唱パートの入れ替えや制作者槇原敬之のコーラスの追加などのアレンジを行い、2003年3月5日に「世界に一つだけの花（シングル・ヴァージョン）」としてシングルカットされた。2003年3月17日付のオリコン週間シングルチャートで、初週63.0万枚を売り上げ、初登場1位を獲得し、発売から2週目でミリオン、21週目の同年8月4日付けでダブルミリオンを達成。このシングルはSMAP初の200万枚（ダブルミリオン）、ジャニーズ事務所所属のアーティストで初の200万枚以上の売り上げを記録している。なお、同ドラマの中でシングル・ヴァージョンが唯一使われたのは、発売直後に放送された最終回のエンディングである。
アルバム版で締めの大サビを歌っていたのは木村だったが、(木村は、シングル版で大サビが草彅になったことに対して、「シングル版の収録後に帰宅した風呂場で泣いた」と語っている）シングル版ではドラマのためか草彅が担当している。サビの部分はアルバム版では1番は中居と香取、2番は木村と稲垣と草彅のユニゾンでそれぞれ歌っているのに対し、シングル版では1番2番ともに5人のユニゾンで歌っている。
振り付けはKABA.ちゃんが担当した。KABA.ちゃんによると木村に「皆が1つになれる様な振り付けを作ってほしい」との要望を受けて、制作したものである。2005年（平成17年）のNHK『第56回NHK紅白歌合戦』で全出場歌手により本曲が大合唱された際には、全員がこの振り付けで踊った。
シングル・ヴァージョン発売から約6年半後、クラシック・ジャズのアレンジを行い、2009年12月18日から2010年1月11日までの期間限定で『SMAP SHOP09 in akasaka Sacas』にて、『SEKAI NI HITOTSU DAKE NO HANA（S.O.N. version）』（S.O.NはSMAP ON NYの略）として販売された（曲割りと歌詞は両方ともシングル版と同じ）。さらに2011年3月18日には歌詞を中国語に翻訳し再レコーディングしたものを『世界上唯一的花』として中国で発売した。。また、売り上げの一部は発売約1週間前に起こった東北地方太平洋沖地震（東日本大震災）の被災者へ寄付することを発表した。
『SMAP 015 / Drink! Smap!』に収録されている「オリジナルバージョン」、シングルカットされアレンジが加えられた「シングルヴァージョン」、『SMAP 016/MIJ』に収録された「organ version」、『SEKAI NI HITOTSU DAKE NO HANA（S.O.N. version）』の「ジャズバージョン」および「クラシックバージョン」、歌詞が全編中国語の『世界上唯一的花』とCDとして発売されたSMAP名義による本曲の公式なバージョン違いは全部で6パターン存在する。
リズム時計工業の一部のからくり時計の内蔵曲で使用されている。
シングルバージョンのアルバム初収録は2011年発売の『SMAP AID』である。2016年発売の『SMAP 25 YEARS』にも収録されている。
シングル版では木村と草彅のパートが多く、アルバム版では稲垣と木村のパートが多い。シングルで中居のソロパートが歌い出しなのは1994年発売の「君色思い」以来9年ぶりである。アルバム版では歌い出しと大サビを木村が担当している。
2016年12月21日に発売されたベスト・アルバム『SMAP 25 YEARS』にファン投票12位となり、収録された。カップリングの「僕は君を連れてゆく」も35位にランクインし、アルバムに初めて収録されている。
2024年現在、SMAPが5人そろって公の場で歌唱した最後の楽曲である。

## 歌詞
槇原は本曲を作る3年前の1999年に覚醒剤取締法違反（所持）容疑で逮捕されたことが自分を見つめ直す機会になった。この歌を書き上げた時の様子を槇原は次のように回顧している。
部屋の床に犬と寝ていてパッと起きたら、ものすごくきれいな雨が降っている朝だった。頭に浮かんでくる景色を文章化していくだけで自分が書いた感覚はなかった。
「ナンバーワンではなくオンリーワン」という主題は、「天上天下唯我独尊」という仏教の教えが念頭にあった。『仏説阿弥陀経』の「青色青光、黄色黄光、赤色赤光、白色白光」という一節が元になったとも語っている。これは浄土には様々な色の蓮華が咲き乱れているが、そこではそれぞれがそれぞれの個性に無上の尊厳性を認め合い存在しているという内容である。
また、いくら他に沢山のバラがあろうとも自分が美しいと思い精一杯の世話をしたバラはやはりいとおしく、自分にとって1番のバラなのだと悟るという『星の王子さま』の話も基になっている。

## 記録
- オリコン調べで売り上げは314.0万枚（2025年1月27日付）[11]、オリコン歴代シングルチャート3位にランクイン[12]。1980年代以降、J-POP・CD・アルバムからのシングルカットされた曲、ジャニーズ事務所所属アーティスト等のジャンルで歴代1位である。
- 累計出荷枚数は2016年11月下旬までに323万枚に達している[13]。
- 2003年度のオリコンシングルチャートではSMAP唯一の1位を獲得[注 5]。TBS系列『CDTV』[14] 、テレビ朝日系列『ミュージックステーション』、フジテレビ系列『HEY!HEY!HEY! MUSIC CHAMP』[15]の中での年間ランキングでも1位となっている。
- 2025年3月現在、オリコンの集計で累計売上が200万枚以上を突破したシングルは現時点で本作を最後に現れていない[注 6]。
- 2003年度の「セガカラiメロディ」でアルバムバージョンが年間1位、ロングバージョンが年間9位、シングル・ヴァージョンが年間46位と年間トップ50に3バージョンがランクイン。
- オリコンカラオケチャートでは2003年3月3日付から6月16日付までの16週連続を含む通算40週1位を獲得し、これは後に「花」（ORANGE RANGE）が更新するまで歴代1位であった[16]。また、第一興商のカラオケ年間ランキングでは、2003年・2004年と2年連続1位[17]。
- オリコンシングルチャートで中38週での1位返り咲きは歴代最長記録[注 7]。また、同チャートで1位返り咲きまでの最低順位が39位とこちらも新記録となった[注 8]。
- スキウタ〜紅白みんなでアンケート〜白組1位（紅組も含めた全体1位）。
- B'zが2003年3月26日に「IT'S SHOWTIME!!」をリリースした際に「BE THERE」から「裸足の女神」までの作品をマキシシングルとして再発売。B'zの作品が上位を占める中で本作がオリコンチャート2位にランクインし、2003年4月7日付のシングルチャートTOP10（12位まで）には、B'zとSMAPの2組しかランクインしていなかった[18]。
- 著作物使用料の分配額の上位3曲を表すJASRAC賞で、2004年（金）・2005年（金）・2006年（銅）と3年連続で受賞した。これは、長渕剛「乾杯」の4年連続に次ぐ記録で、2年連続金賞受賞は瀬川瑛子「命くれない」・AKB48「ヘビーローテーション」と並んで1位タイとなっている。また、2012年（平成24年）11月5日に日本音楽著作権協会が、JASRAC賞30回記念特別表彰において金賞を受賞した[19]。同時に、1982年 - 2011年度 各年度分配額上位100作品（国内作品）累計ベスト30作品の第1位になったことを発表[20]。
- 2007年には文化庁と日本PTA全国協議会が選定した「日本の歌百選」に選出[21]。
- 2009年に放送された『ミュージックステーション』で行なわれたアンケート『あなたとアーティストが選ぶ新・国民的名曲』、2015年9月23日に放送された『30年目突入! 史上初の10時間SP MUSIC STATION ウルトラFES』内で放送されたアンケート『世界に誇るニッポンの歌 BEST100』でそれぞれ1位に選出された。
- フェイス・ワンダワークスが2015年（平成27年）に発表したGIGAエンタメロディで15年間で最も多くダウンロードされた着信メロディを集計した「着信メロディ15年間ランキング」において2位にランクインされた[22]。
- 2016年1月、SMAP分裂・解散報道が持ち上がった際、解散阻止を望むファンの間で『花摘み』と呼ばれる本シングルの購買呼び掛けがなされ、実際、直後に本シングルの売り上げが急増[23]。1月14日付オリコンデイリーチャートで9位、2月1日付週間チャートで3位となる[24]。以降もメンバーの誕生日やSMAPの記念日に集中的に購買が行われ、シングルランキングでも上位をキープする。11月28日付で294.2万枚に達し、サザンオールスターズの『TSUNAMI』（293.6万枚）を超えたことにより、1980年代以降での最高売上枚数を更新した[25][5]。2016年最後のオリコン集計（12月19日付）での週間シングルランキングで累計売上300万枚（トリプルミリオン）を突破。宮史郎とぴんからトリオの『女のみち』（1972年）、子門真人の『およげ!たいやきくん』（1975年）に続いて史上3作目、CDシングルとしては史上初の快挙となった[26][27][28]。かつ同週でランクイン（TOP200圏内）通算登場週数は233週となり、夏川りみの『涙そうそう』（2001年）の232週を上回って歴代1位となった[29]。また、サウンドスキャンジャパン集計上では、2016年2月に累計売上300万枚を達成している[30]。
- 2019年9月23日付のオリコン週間シングルランキングで37位に登場したことで、同チャートにおけるTOP100圏内ランクイン通算登場週数は184週となり、中島みゆきの『地上の星/ヘッドライト・テールライト』（2000年）の183週を上回って歴代1位となった[31]。
- 解散が発表された後、2016年9月19日放送の『30周年記念特別番組 MUSIC STATION ウルトラFES』内で放送されたアンケート『日本に影響を与えた曲 BEST100』でも1位に選出された[32][注 9]。

## 収録内容
1. 世界に一つだけの花（シングル・ヴァージョン）
作詞・作曲・編曲：槇原敬之 / ストリングスアレンジメント：門倉聡
  - 14thアルバム「SMAP 015/Drink! Smap!」収録曲のシングル・ヴァージョン
  - 草彅剛主演 フジテレビ系ドラマ「僕の生きる道」主題歌
2. 僕は君を連れてゆく
作詞：工藤哲雄 / 作曲・編曲：都志見隆
3. 世界に一つだけの花［ミュージック・トラック］
4. 僕は君を連れてゆく［ミュージック・トラック］

SEKAI NI HITOTU DAKENO HANA（S.O.N Version）
1. 世界に一つだけの花（JAZZ version）
SMAP出演 ソフトバンク Roof Top篇 CMソング
2. 世界に一つだけの花（CLASSIC version）
SMAP出演 ソフトバンク Roof Top篇 CMソング

## 初回限定仕様
カラーピクチャージャケット仕様(*通常盤はモノクロピクチャー仕様)

## 収録アルバム
- SMAP 015/Drink! Smap!（#1）
  - オリジナル・ヴァージョンを収録。
- SMAP 016/MIJ（#1）
  - オルガン・ヴァージョンを収録。
- SMAP AID（#1）
  - ボーナス・トラックとして中国語ヴァージョンも収録。
- SMAP 25 YEARS（#1, 2）

## カバー
SMAPが歌うバージョンがヒットした後、様々なアーティストによってカバーが発表された。槇原もセルフカバーしている。

### 槇原敬之によるセルフカバー
発売当時の槇原敬之のライブでは「歌って欲しい」というリクエストがかなり多く寄せられていたが、その都度「ジャニーズはいろいろ厳しいのでもう少し待ってほしい」と、いわゆる大人の事情で歌唱が難しかったことを示唆していた。
槇原が本曲を公の場で正式に歌唱したのは、『SMAP×SMAP』にゲスト出演した際のことだった。この時に冒頭の「ナンバーワンに〜」の部分のワンコーラスのみではあるが、制作者本人だけで歌う部分が初めて披露され、続けてSMAPの5人とともに本曲を歌唱した。この番組内で槇原が「ライブで演りたい」という旨をSMAPメンバーに話したところ、「歌ってもいい」という合意を得たやりとりがあり、番組の放送直後のライブで急遽ダブルアンコールとして正式にセットリストに付加された。
その後、音楽番組でも槇原による本曲が度々披露されるようになり、2004年8月14日に発売されたオリジナル・アルバム『EXPLORER』にスタジオ録音バージョンが正式に収録され、その効果もあってかこのアルバムはオリコン1位を獲得。50万枚を突破した。2010年1月1日に発売されたベスト・アルバム『Noriyuki Makihara 20th Anniversary Best LIFE』にはリアレンジされた音源が収録された。

SMAPの解散発表直後、槇原は「本曲を受け継ぐ」と発言。槇原は2016年11月24日放送のNHK総合テレビ『第1回明石家紅白!』にゲスト出演し、自身が作詞・作曲を手掛けた本作への思いを語り、「SMAPがいてこそできた曲」と発言。自身が作詞・作曲を手掛けた楽曲だが、「歌っていても借り物…SMAPの歌を僕が歌っている感じ」と話した上で、「歌う人の声にあった曲を作っている人がいい」と言い、司会を務めた明石家さんまが「『世界に一つ～』もそういう感じなんだ?」と聞くと、槇原は「彼ら（SMAP）が歌わないとダメという感じで作る」と打ち明けた。
さらに、2016年12月26日『SMAP×SMAP』最終回のラストで本曲を披露し、SMAPとしての最後の歌唱を槇原は自宅のテレビで見守っていたといい、5人のラストステージを静かに見届けた後、「こんなにも多くの人に愛され続けている『世界に一つだけの花』という歌が生まれたのは、あの頃の日本に“SMAP”というアイドルグループがあったからこそだと確信しています。彼らは僕のような音楽を作る者にとってのインスピレーションそのもの！ 彼らと関われた幸運を心より感謝しています。メンバーそれぞれの未来が素晴らしいものであることを心よりお祈りいたします」とSMAPに感謝のコメントを寄せた。
2019年4月26日放送のテレビ朝日系『ミュージックステーション』に出演した槇原は、平成最後となる本番組の放送の最後に本曲を披露した。曲前のトークで司会のタモリが「SMAPにね、作って」とSMAPの楽曲として作詞作曲したことを尋ねると、槇原は「そうですね。SMAPがいたからこそ生まれた曲というか、はい、彼らがいなかったら生まれなかった曲だと思います」と述べた。

### その他のアーティストによるカバー
- 女子十二楽坊 - 2003年7月24日に発売されたアルバム『女子十二楽坊 〜Beautiful Energy〜』に収録。二胡等で演奏。
- 小田和正 - 2003年にTBS系列『クリスマスの約束』で歌唱。
- ひまわりキッズ - 2004年2月4日に発売されたコンピレーション・アルバム『想い出がいっぱい 〜旅立ちの日に3〜』（キング KICS-1063）収録。
- ニコラス・テオ（英語版）/張棟樑（中国語版） - 2005年に「only one」のタイトルで中国語でカバーした。
- SOTTE BOSSE - 2006年2月2日に発売されたアルバム『Essence of life』でカバー。ボサノヴァ・ジャズ風のアレンジ。
- マーティ・フリードマン - 2006年6月28日に発売されたアルバム『LOUDSPEAKER』に収録。ギターインストでのカバー。
- 山本潤子 - 2007年に発売されたアルバム『SONGS』でカバー。
- 南かなこ - 2008年1月23日に発売されたアルバム『かなこの2枚目のアルバム』に収録。
- クリス・マーティン - 2008年にサマーソニック08の大阪・東京両公演にコールドプレイの一員として出演中、ピアノひとつで歌った[38][39]。
- 布施明 - 2008年9月10日に発売されたアルバム『Ballade』に収録。
- 五木ひろし - 2009年4月22日に発売されたアルバム『 エンカのチカラ -GORGEOUS 90's-00's-』に収録。
- サザンオールスターズ - 2018年のアクト・アゲインスト・エイズイベント『平成三十年度! 第三回ひとり紅白歌合戦』でカバー。このライブはボーカルの桑田佳祐が幅広いジャンルの邦楽をバックバンドを率いて一人で歌う趣旨の内容であるが、この曲と「いい湯だな」(ザ・ドリフターズ)のみ同バンドのメンバーの原由子・松田弘・関口和之・野沢秀行がザ・ドリフターズを意識して法被を着て登場。桑田もいかりや長介役を務め、その中でメンバー全員で歌唱している[40][41]。この件が報じられるとSMAPのファンを中心に称賛の声が相次いだ[42]。
- 費玉清 - 2016年に、「国民美少女」のTV番組で中国語でカバーした。[43]

## リリース後の動き

### 楽曲の歴史・名場面
- 本曲の歌詞に登場する「オンリーワン」はこの年の流行語になり、新語・流行語大賞の候補にノミネートされた。
- 2003年12月のNHK『第54回NHK紅白歌合戦』およびフジテレビ系列『2003 FNS歌謡祭』で大トリとして登場し披露されている[注 12]。両番組いずれもSMAPにとってトリは初で、同じ年に『NHK紅白歌合戦』と『FNS歌謡祭』（歌謡ショー形式となった1991年以降）の双方でトリを飾ったのは1997年の安室奈美恵「CAN YOU CELEBRATE?」以来6年ぶり2組目（男性アーティストおよびグループでは史上初）となる。また、紅白でグループがトリを務めるは史上初のことだった[注 13]。また、『第54回NHK紅白歌合戦』では歌唱終了後のファンファーレにも本曲が使われたほか、この大トリの演出の影響で、SMAPが属する白組が15-0と紅白史上初の完封勝利となった。なお、『第45回日本レコード大賞』では大賞の最有力候補と目されたが、金賞候補25作品にはノミネートされていたもののジャニーズ事務所とビクターエンタテインメントの連名で「ナンバーワンを目指すよりはオンリーワンを大切にしたい」などとコメントし辞退した[44]。
- 『第54回NHK紅白歌合戦』の大トリ効果（この年の紅白の視聴率は全歌手最高となる57.1%を記録）で2004年初頭のオリコンシングルチャートで返り咲き1位（翌週も1位）を獲得するなどロングヒットを続けた。
- 第76回選抜高等学校野球大会では開会式の入場行進曲に選ばれ、SMAPとしては「がんばりましょう」（第67回選抜高等学校野球大会入場行進曲）以来2度目となった。さらに、2019年の第91回大会でも、平成の代表曲として槇原敬之の「どんなときも。」とともに再び入場行進曲に選ばれている[45]。
- 2005年には宇宙飛行士の野口聡一がスペースシャトル・ディスカバリー号の中で本曲をモーニングシングとして流し、「宇宙に一つだけの花」と呼ばれるなど話題を呼んだ。
- 草彅と香取がメインパーソナリティーを務めた2005年放送の日本テレビ系列『24時間テレビ28 「愛は地球を救う」〜生きる〜』のエンディングで、SMAPのメインボーカルにより全出演者で大合唱され[注 14]、この放送直後にオリコンチャートトップ100に返り咲いた。
- メ～テレ（テレビ朝日系列）制作『ウドちゃんの旅してゴメン』のエンディングテーマ曲として、2003年10月の番組開始当初から2023年10月のレギュラー放送終了まで使用された。
- 2010年10月21日から2015年10月20日までは、「海外からの訪日客が『日本に来た』という雰囲気を感じ取ることが可能な曲」であるとして、京浜急行電鉄空港線羽田空港国際線ターミナル駅（現・羽田空港第3ターミナル駅）の接近メロディとして使用されていた[46]ほか、2019年3月23日から同年4月3日までは、阪神電気鉄道本線甲子園駅で第91回選抜高等学校野球大会の期間限定の接近メロディとして使用されていた[47]（前者は塩塚博[48]、後者は向谷実が編曲したものを使用）。
- 2013年8月には「ボス グランアロマ」のコマーシャルソングとして使用されているが、「花」を「鼻」に引っ掛けた駄洒落も含まれている。
- 5人揃って出演しているソフトバンクモバイルのCMではオリジナル・バージョンの他に、ジャズやクラシック、ボサノバなどでアレンジされたバージョンが使用されている。
- 2018年12月31日、「NHK紅白歌合戦」(第69回)の冒頭に流されたグランドオープニングでは、第54回の本曲を歌唱する場面が放送された[49]。
- 2019年4月1日に、新元号「令和」が発表され、首相談話発表の際の記者会見で当時の内閣総理大臣の安倍晋三は、記者から「若い世代やこれからの子どもたちが『令和』の中心を担う。こうした世代をどう思っているか？」と質問を受け、本曲を挙げ「平成の時代のヒット曲に『世界に一つだけの花』という歌があるが、次の時代を担う若者たちが、明日への希望とともにそれぞれの花を大きく咲かせることができる、そのような若者たちにとって希望に満ち溢れた日本を国民の皆さまと一緒に作りたい」と答えた[50]。また、当日夕方のテレビ朝日の『スーパーJチャンネル』の新元号特集に生出演した安倍首相は、「SMAPの『世界に一つだけの花』という歌がありましたよね？まさにそれぞれの人々が、自分の人生においてそれぞれの花を咲かせていける。若い皆さんを含めてそれぞれの夢や希望が、花開いていく時代にしていきたいと思います」と述べた。
- 2019年4月29日、NHKの『総決算!平成紅白歌合戦』の「第1部」では、世界に向けてメッセージを語りかけた後、本曲を熱唱し、『第54回NHK紅白歌合戦』を締めくくったVTRが放送された[51]。

### 社会での受容
- 筑紫哲也がSMAPと対談した際に「これは反戦歌だと思う」と評する等、この曲に対し反戦イメージを重ねる人もいる。これは発売当時イラク戦争の直前だったため、花や個々人を賛美することで平和の大切さを訴えるという、CDリリース時のSMAPメンバーのコメントによるところが大きい[52][53]。
- 『第54回NHK紅白歌合戦』で歌った際には人命の大切さを訴え平和を求めるメッセージがメンバーから発信された。衣装もこうした世界情勢に配慮し、何者にも与しないという意味か[独自研究?]、全員白色のスーツだった（このスーツは、2004年初頭の『SMAP×SMAP』生放送スペシャルでメンバーが再披露していた）。紅白においてステージ上で歌手からメッセージが述べられるのは異例である（その後、2006年の『第57回NHK紅白歌合戦』でもSMAPが歌唱前にステージ上からメッセージを述べる演出を行った）。
- 「ナンバーワンよりオンリーワン」という歌詞は、支持されている層からは自分が「オンリーワン」なんだといってもらえることで喪失しかけていた自信を回復できたと肯定的に受容されている反面、競争社会に積極的にコミットせずに現実逃避する非主体的な若者のメンタリティと結びつけて批判される場合もある[54]。
- 社会学者の土井隆義もこの楽曲はありのままの自分でいることを肯定してくれる癒しの歌とも受け取れる一方で、若者の間で「個性的であること」に対して高い価値を置く規範が共有されている状況下で自分が「ごく平凡な私」に過ぎないとしか感じられない者に対しては救われない内容であるとしている[55]。
- 評論家の海老原豊も（土井隆義や貴戸理恵らが指摘するような）コミュニケーション能力や人間力といった漠然とした能力が評価基準として機能している状況[注 15]において自身のコミュニケーションの失敗も自分の個性として引き受けるという「宿命主義」を表した曲であるとしている[56]。

### その他エピソード
- ジャケットには多くの企業看板が描かれているが、これはSMAPもしくは各メンバーが発売時点までにCMに出演した企業のものである。PVは制作されていない。
- 乙武洋匡著の『だいじょうぶ3組』の第4章「ナンバーワンになりたくて」に歌詞を使用。本曲が好きな教師と歌詞の「No.1」以降の言葉に疑問を持つ主人公・赤尾先生の疑問が記述されている[57]。
- 2016年にSMAPの解散報道が出たことで、「5人への愛や感謝を形にして届けたい」と願うファンの間で購買運動が発生し、2016年1月22日のオリコンデイリーチャートで1位を獲得するなど、ロングヒットを重ねた[58][59]。2016年だけで40万枚以上を売り上げており、同年に累計300万枚を達成している。
- SMAPメンバーは解散後、歌手活動を行うか未定であり、場合によっては本作が木村のみ（2020年4月時点でSMAPメンバーで解散後、唯一、ジャニーズ事務所に在籍している為と同年にソロ歌手デビューした為）歌う可能性も取り上げられている[60]。
- 2019年、北京世界園芸博覧会の閉会式で中国語バージョンが大トリになった。[61]

## テレビ出演
世界に一つだけの花
- 『SMAP×SMAP』（2003年1月27日、関西テレビ・フジテレビ）
この回の音楽コーナー「S-Live」で披露。
テレビ初披露。
- 『うたばん』（2003年3月6日・3月13日・3月20日・4月3日、TBS）
- 『ミュージックステーション』（2003年3月7日・4月18日、テレビ朝日）
- 『SMAP×SMAP』（2003年3月31日、関西テレビ・フジテレビ）
この回の音楽コーナー「S-Live」で、同曲の作詞者・作曲者の槇原敬之とのコラボレーションで披露。
- 『SMAP×SMAP』（2003年4月14日、関西テレビ・フジテレビ）
この回の音楽コーナー「S-Live」で披露。
- 『SMAP×SMAP』（2003年9月8日、関西テレビ・フジテレビ）
この回の音楽コーナー「S-Live」で、オルガンバージョンで披露。
- 『2003 FNS歌謡祭』（2003年12月3日、フジテレビ）
番組の大トリで披露。
- 『1億3000万人が選ぶ!ベストアーティスト』（2003年12月17日、日本テレビ）
- 『さんま&SMAP!美女と野獣のクリスマススペシャル'03』（2003年12月20日、日本テレビ）
- 『SMAP×SMAP 15分拡大クリスマススペシャル』（2003年12月22日、関西テレビ・フジテレビ）
この回の音楽コーナー「S-Live」で、女子十二楽坊とのコラボレーションで披露。
- 『ミュージックステーション スーパーライブ2003』（2003年12月26日、テレビ朝日）
- 『第54回 NHK紅白歌合戦』（2003年12月31日、NHK）
白組トリ。番組初のグループによる大トリとなった。
- 『FNS27時間テレビ めちゃ2オキてるッ! 楽しくなければテレビじゃないじゃ〜ん!!』（2004年7月24日・25日、フジテレビ）
この回のスペシャルコーナー「SMAP SUPERLIVE」で披露。
- 『第56回NHK紅白歌合戦』（2005年12月31日、NHK）
「スキウタ」1位としてSMAPと出場歌手で合唱した。
- 『第58回 NHK紅白歌合戦』（2007年12月31日、NHK）
番組のラストにSMAPと槇原敬之を中心に出場歌手で合唱した。
- 『2009 FNS歌謡祭』（2009年12月2日、フジテレビ）
番組の大トリで披露。
小倉博和、宮本笑里とのコラボレーションで披露。
- 『第60回 NHK紅白歌合戦』（2009年12月31日、NHK）
- 『SMAP×SMAP 史上最大4時間半生放送! 新春ドリームスペシャル』（2010年1月4日、関西テレビ・フジテレビ）
番組のグランドフィナーレで、KAT-TUNとのコラボレーションで披露。
- 『2010 FNS歌謡祭』（2010年12月4日、フジテレビ）
番組の大トリで披露。
出演アーティスト全員とのコラボレーションで披露。
- 『SMAP×SMAP』（2013年9月9日、関西テレビ・フジテレビ）
この回のスペシャルコーナー「前代未聞生放送ライブ! シングル50曲40分間ノンストップスペシャル」で披露。
- 『武器はテレビ。 SMAP×FNS 27時間テレビ』（2014年7月26日・7月27日、フジテレビ）
この回のスペシャルコーナー「怒涛の超豪華27曲45分3秒! SMAPノンストップLIVE!!! SUPER MEMORIAL ADRENALIN PARTY」で披露。
- 『第65回 NHK紅白歌合戦』（2014年12月31日、NHK）
- 『僕らの音楽〜羽ばたく君へ〜』（2015年4月10日、フジテレビ）
番組の最後で、出演アーティスト全員とのコラボレーションで披露。
- 『音楽の日 2015』（2015年6月27日、TBS）
- 『30年目突入! 史上初の10時間SP MUSIC STATION ウルトラFES』（2015年9月23日、テレビ朝日）
- 『NHKのど自慢チャンピオン大会』（2016年1月11日、NHK）
- 『震災から5年 "明日へ"コンサート』（2016年3月12日、NHK）
解散発表前、最後のテレビ生放送番組出演となった。
- 『SMAP×SMAP 最終回』（2016年12月26日、関西テレビ・フジテレビ）
SMAPの最後の活動で最後のテレビ出演となった番組となり、番組の終盤で「SMAPラストステージ」として本曲が歌唱され、これがSMAPのラスト歌唱となった[62]。

僕は君を連れてゆく
- 『SMAP×SMAP』（2003年5月26日、関西テレビ・フジテレビ）
この回の音楽コーナー「S-Live」でテレビ初披露。

- 『SMAP×SMAP』（2004年6月14日、関西テレビ・フジテレビ）
この回の音楽コーナー「Memorippies」のテーマ「SMAP My Best カップリング曲」にてパート変えとピアノを追加したアレンジで披露。